# 玛丽亚姆·泰尔雄
玛丽亚姆·泰尔雄（法語：Meriame Terchoun；1995年10月27日—），瑞士女子足球运动员，司职前锋，目前效力于第戎足球俱乐部和瑞士国家女子足球队。她曾代表瑞士参加2022年欧洲女子足球锦标赛和2023年国际足联女子世界杯等多场国际赛事。